# Kern (Kalifornia)
Kern (dawniej Sumner) – obszar niemunicypalny w Kern County, w Kalifornii (Stany Zjednoczone), na wysokości 137 m.
Poczta w Sumner została otwarta w 1876 roku, a zamknięta w 1924.